# Российский мост
Росси́йский мост — автодорожный железобетонный балочный мост через реку Оккервиль в Невском районе Санкт-Петербурга. 

## Расположение
Расположен в створе Российского проспекта, связывая его с проспектом Большевиков, улицей Коллонтай и проспектом Пятилеток. Рядом с мостом расположен Ледовый дворец.
Выше по течению находится мост Коллонтай, ниже — Ледовый мост.
Ближайшая станция метрополитена — «Проспект Большевиков».

## Название
Название дано по наименованию Российского проспекта.

## История
Мост был построен в 1986 году для обеспечения подъездов автотранспорта к новой станции метрополитена «Проспект Большевиков». Авторы проекта – инженеры «Ленгипроинжпроекта» А. И. Рубашев, Б. Э. Дворкин и архитектор В. М. Иванов. Строительство выполнило СУ-2 треста «Ленмостострой» под руководством главного инженера Б. Н. Филиппова.

## Конструкция
Мост однопролётный железобетонный балочный. Пролётное строение состоит из сборных железобетонных балок таврового сечения, объединённых монолитной железобетонной плитой проезжей части. Устои массивные, из монолитного железобетона, на свайном основании. На поверхности устоев нанесена рустовка под камень. К устоям примыкают низкие железобетонные подпорные стенки с откосами, укрепленными монолитным бетоном. Мост косой в плане, угол косины составляет 64'30°. Общая длина моста составляет 19,3 м, ширина моста — 50,2 м.
Мост предназначен для движения автотранспорта и пешеходов. Проезжая часть моста включает в себя 6 полос для движения автотранспорта. В средней части моста устроена разделительная полоса с действующей тепломагистралью из двух труб. Покрытие проезжей части и тротуаров — асфальтобетон. Тротуары отделены от проезжей части железобетонным парапетом. Перильное ограждение металлическое простого рисунка, на устоях завершается гранитными тумбами.